# Conura quadrilineata
Conura quadrilineata is een vliesvleugelig insect uit de familie bronswespen (Chalcididae). De wetenschappelijke naam is voor het eerst geldig gepubliceerd in 1913 door Cameron.